# Natura morta amb objectes d'orfebreria
Natura morta amb objectes d'orfebreria és un oli sobre tela de 98 × 118 cm realitzat per Juan Bautista de Espinosa el 1624, el qual es troba a la Col·lecció Masaveu (Oviedo).

## Context històric i artístic
El 1935 es va publicar per primera vegada aquesta natura morta, la qual, i des de llavors, ha fet acte de presència en diverses monografies sobre la història d'aquest gènere a Espanya i en algun estudi important sobre arts sumptuàries d'aquest país. El seu interès es deu a la seua qualitat i originalitat compositiva, al seu alt valor documental i al fet que serveix per a definir la personalitat d'un artista del qual han sobreviscut diversos rastres documentals i molt poques obres. Gairebé totes les notícies que es coneixen el situen entre Madrid i Toledo, i en relació amb pintures de caràcter religiós.
Amb relació a les natures mortes espanyoles de l'època, en Natura morta amb objectes d'orfebreria destaca l'escassíssima presència dels productes alimentaris i el protagonisme que adquireixen els recipients. Són, a més, en tots els casos, objectes de luxe, adequats per a una taula aristocràtica. En aquella època la vaixella de terrissa o ceràmica es considerava pròpia de la gent humil, mentre que l'argent era el material en què se servien els poderosos. La literatura està farcida d'al·lusions a comer en barro (menjar en fang)i comer en plata (menjar en argent), que tenien un alt valor com a demarcadors socials. De fet, l'argent llavorat constituïa una part fonamental del patrimoni de la petita noblesa i, així, als inventaris de béns dels membres del Consell de Castella es troba en una quantitat mitjana de l'11% del total del valor d'allò inventariat. Per a qualsevol espectador de l'època, el quadre d'Espinosa estava ple de connotacions ostentoses: de fet, les vaixelles d'argent van estar subjectes a diferents lleis antisumptuàries al llarg del segle xvii i sovint va ser considerades un luxe ostentós. Així, Covarrubias Orozco, al seu Tesoro de la lengua castellana o espanyola (1611), lamenta que el seu ús fos tan estès. I del mateix any que es va publicar aquest llibre, el 1611, data una pragmàtica en què es prohibia que l'argent emprat a les vaixelles fos sobredaurat o tingués adornaments o relleus. Tot i que l'èmfasi en els materials rics era habitual en les natures mortes flamenques, els pintors espanyols solen diversificar-se més i és molt estrany trobar exemples comparables al d'Espinosa, on adquireixen un protagonisme absolut.

## Descripció
El pintor demostra ací una gran capacitat per a descriure objectes i textures i una notable originalitat compositiva. Empra un fons fosc, que era un recurs molt estès entre els artistes que conreaven aquest gènere, i al davant situa una taula coberta amb unes tovalles blanques. En la descripció d'aquestes darreres s'ha entretingut a reproduir-ne minuciosament els plecs, la qual cosa emfasitza l'il·lusionisme present en les obres d'aquest gènere. Són plecs molt angulosos que, conjuntament amb les variacions en la il·luminació de les tovalles, serveixen per a marcar les línies de perspectiva i organitzar tot el joc espacial. Sobre la taula es despleguen diversos objectes de ceràmica, vidre i metall, així com diverses fruites, cosa que posa a prova la capacitat del pintor per a descriure de manera individualitzada textures diferents.
En la disposició d'aquests objectes, Espinosa ha cercat la simetria: de fet, es tracta d'una de les natures mortes del segle XVII en què s'adverteix millor com en aquesta classes d'obres (més enllà de l'interès per la reproducció exacta i la disposició enginyosa i vistosa d'una sèrie d'objectes) hi ha també una profunda reflexió sobre aspectes purament formals, relacionats amb l'organització de l'espai, els ritmes compositius o les relacions que els diferents volums creen entre ells. En aquest cas, no només veiem recipients sobre una taula, sinó també un joc de simetries molt marcat i un intent d'establir un ritme formal molt precís.
Els protagonistes de la composició són diversos objectes d'argent sobredaurat, els quals divideixen el quadre mitjançant dos grans eixos: un de vertical i un altre d'horitzontal. Hi destaca la gran plata central, amb un ressalt enmig la funció del qual és assentar un recipient (generalment un aiguamans). Té cisellada una decoració amb motius de ferronnerie, molt populars en argenteria i altres arts sumptuàries espanyoles a finals del segle xvi i les primeres dècades del xvii. A banda i banda, més petites, hi ha dues plates idèntiques, les quals tenen un gran valor ornamental. Davant la plata central, i contribuint a crear l'eix de simetria vertical, hom troba una tassa gallonada amb sotacopa. Es tracta d'una estructura formada per dues peces acoblables, la relativa senzillesa decorativa de les quals és pròpia de l'argenteria domèstica espanyola de l'època en què es va pintar el quadre. Al costat veiem un saler i un especier cilíndrics amb medallons esmaltats, acompanyats de les seues respectives tapes en forma de campaneta. Per a evitar la monotonia, el pintor ha col·locat, a l'extrem inferior de l'eix de simetria format pels objectes metàl·lics, la meitat d'una taronja. D'entre tots els objectes que apareixen al quadre, és en aquests d'argent daurat en què Espinosa ha posat més cura i en què dona una prova més convincent de la seua capacitat mimètica: hi ha sabut transmetre no només que són objectes metàl·lics, sinó també que es tracta de plata sobredaurada, cosa que aconsegueix mitjançant un subtilíssim joc de lluïssors i ombres que també revela el fi relleu que adorna aquestes peces.
A banda de recipients d'argent, el quadre mostra objectes de vidre i de ceràmica, tot i que amb certes peculiaritats. Ni les copes, ni les gerres o les petites ampolles són vidres d'objecte quotidià, ja que denoten una gran delicadesa decorativa. Quant a la ceràmica, no es tracta de peces corrents de Talavera de la Reina o Sevilla, sinó vasos de procedència exòtica, molt probablement mexicana. En la distribució d'aquests objectes se segueix observant la mateixa voluntat de simetria que trobem en el metall, encara que hi ha petites variacions: sobre el prestatge de l'esquerra els objectes de vidre són gerres, mentre que els que hi ha al de la dreta són copes, les quals sembla que contenen vi. Igualment, els mànecs dels ganivets que hi ha sobre la taula són diferents, i el paper que juguen les culleres en un costat, a l'altre l'interpreta un cucurull amb canyella. Amb la signatura s'estableix un joc semblant de simetries, la qual es reparteix proporcionalment entre els dos caires dels prestatges.